# オスワルド・サンチェス
オスワルド・サンチェス（Oswaldo Javier Sánchez Ibarra, 1973年9月21日 - ）はメキシコ出身のサッカー選手。ポジションはゴールキーパー。
クラブではメキシコ国内でのキャリアしかないものの代表での活躍により国際的な評価を得ている選手。2005年のFIFAコンフェデレーションズカップや2006年のドイツW杯ではスーパープレーを連発し、2005年コンフェデ杯ではブラジルを破る快挙に貢献した。

## 経歴
1993年のFIFAワールドユース(当時)でレギュラーとしてプレーし、その後、アトランタオリンピック予選でもゴールを守ったが、本大会では監督がオーバーエイジ枠を使ってホルヘ・カンポスを招集した為、出場機会はなかった。結果としてチームは準々決勝でナイジェリアに敗れた。さらには1998年のフランスW杯についてもカンポスの控えに回った。
2002年の日韓W杯では遂に正キーパーとなるかと思われたが、監督の交代と共にセカンドキーパーだったオスカル・ペレスにその座を明け渡した。大会後にはレギュラーを奪還し、4度目の大舞台となる2006年のドイツW杯にて念願の正ゴールキーパーの座を手にした。
柔軟な体と反射神経、経験から来る判断力とキーパーに必要な要素をしっかりと持っている。ドイツW杯ではラファエル・マルケスと共にチームを引っ張った。
ドイツW杯の直前に彼の勇姿を観戦にドイツを訪れる予定だった父親が心臓発作で死去し、メキシコに緊急帰国した。当初は初戦のイラン戦の出場が危ぶまれていたが、彼は父の葬儀が終わるとすぐにドイツへと舞い戻り、何事もなかったかのように初戦でプレーした。この試合に勝利した瞬間、状況を知るチームメイト全員が彼の元へと駆け寄り、サンチェスの健闘を称え、冥福をピッチ上で祈った。

## 代表歴

### 出場大会
- メキシコ代表
  - 1998 FIFAワールドカップ
  - 2002 FIFAワールドカップ
  - 2006 FIFAワールドカップ

### 試合数
- 国際Aマッチ 99試合 0得点（1996年-2011年）[1]

| メキシコ代表 | 国際Aマッチ | 国際Aマッチ |
| 年           | 出場        | 得点        |
| ------------ | ----------- | ----------- |
| 1996         | 3           | 0           |
| 1997         | 4           | 0           |
| 1998         | 3           | 0           |
| 1999         | 1           | 0           |
| 2000         | 0           | 0           |
| 2001         | 12          | 0           |
| 2002         | 1           | 0           |
| 2003         | 12          | 0           |
| 2004         | 13          | 0           |
| 2005         | 14          | 0           |
| 2006         | 11          | 0           |
| 2007         | 10          | 0           |
| 2008         | 12          | 0           |
| 2009         | 2           | 0           |
| 2010         | 0           | 0           |
| 2011         | 1           | 0           |
| 通算         | 99          | 0           |